# Decepción

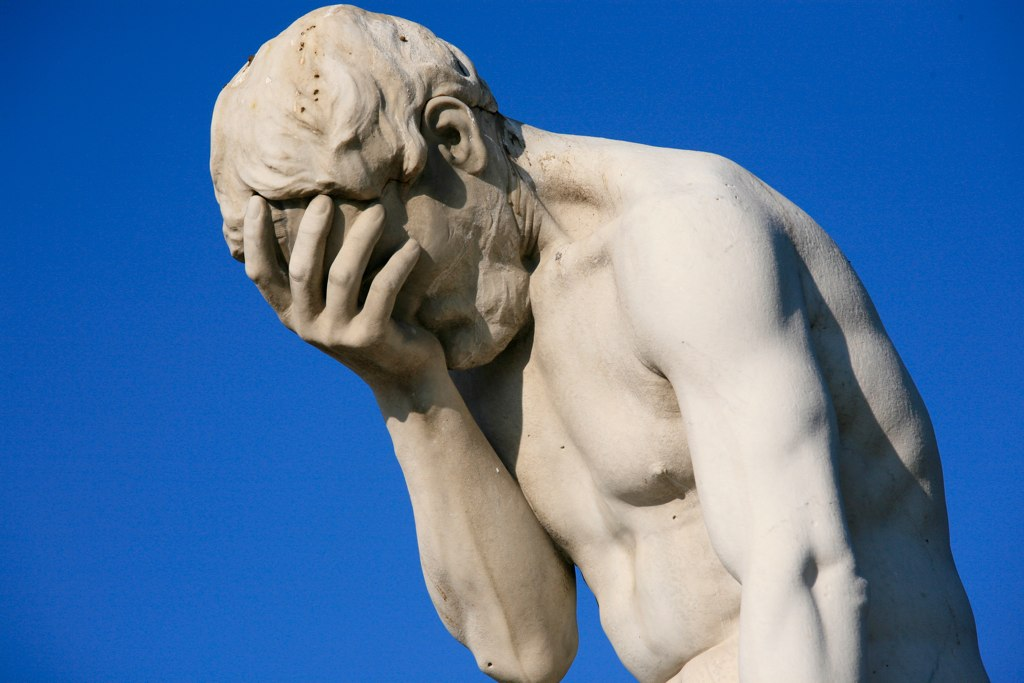
Estatua de un hombre cubriéndose la cara con su mano, gesto que comúnmente representa a la decepción

La decepción es el pesar causado por un desengaño; un sentimiento de insatisfacción que surge cuando no se cumplen las expectativas sobre un deseo, hecho, o una persona. Se forma en unir dos emociones primarias, la sorpresa y la pena. La decepción, si perdura, es un desencadenante para la frustración y más adelante, la depresión. Es una fuente de estrés psicológico.
Similar al arrepentimiento, se diferencia en que el sentimiento de arrepentimiento se enfoca básicamente en fallas en elecciones personales mientras que el de decepción se enfoca más en la insatisfacción proveniente del aspecto externo.
La decepción surge de unir la sorpresa con una sensación interna de impotencia. La forma por tanto de huir de la decepción es averiguar de modo paciente un modo de actuar o una estrategia distinta de realizar algo. Para ello, en ocasiones no es suficiente imitar o copiar cómo lo hacen otros, sino modelar de otros aquello que nos acerca al resultado o deseo y eliminar lo que por otro lado nos separa de él.[cita requerida]